# Herzberg (Elster)
Herzberg (Elster) é um município da Alemanha, situado no distrito de Elbe-Elster, no estado de Brandemburgo. Tem 148,48 km² de área, e sua população em 2019 foi estimada em 8.917 habitantes.